# Gauliga Sachsen 1936/37
Die Gauliga Sachsen 1936/37 war die vierte Spielzeit der Gauliga Sachsen im Fußball. Die Meisterschaft sicherte sich BC Hartha mit drei Punkten Vorsprung auf die Mannschaft des Polizei SV Chemnitz. BC Hartha qualifizierte sich für die Endrunde um die deutsche Meisterschaft schied dort aber bereits nach der Gruppenphase aus. Die Abstiegsränge belegten der Riesaer SV und SC Wacker Leipzig. Aus den Bezirksklassen stiegen SpVgg Leipzig-Lindenau und SV Grüna auf.

## Abschlusstabelle
| Pl. | Verein                  | Sp. | S | U | N | Tore    | Quote | Punkte |
| --- | ----------------------- | --- | - | - | - | ------- | ----- | ------ |
| 1.  | BC Hartha               | 18  | 8 | 8 | 2 | 045:230 | 1,96  | 24:12  |
| 2.  | Polizei SV Chemnitz (M) | 18  | 9 | 3 | 6 | 040:310 | 1,29  | 21:15  |
| 3.  | Planitzer SC            | 18  | 9 | 3 | 6 | 043:350 | 1,23  | 21:15  |
| 4.  | Dresdner SC             | 18  | 8 | 4 | 6 | 031:270 | 1,15  | 20:16  |
| 5.  | VfB Leipzig             | 18  | 8 | 3 | 7 | 042:290 | 1,45  | 19:17  |
| 6.  | TuRa Leipzig (N)        | 18  | 7 | 4 | 7 | 034:340 | 1,00  | 18:18  |
| 7.  | SV Fortuna Leipzig      | 18  | 6 | 4 | 8 | 022:280 | 0,79  | 16:20  |
| 8.  | Guts Muts Dresden       | 18  | 6 | 4 | 8 | 030:430 | 0,70  | 16:20  |
| 9.  | Riesaer SV (N)          | 18  | 6 | 3 | 9 | 032:430 | 0,74  | 15:21  |
| 10. | SC Wacker Leipzig       | 18  | 1 | 8 | 9 | 027:530 | 0,51  | 10:26  |

| (M) | Titelverteidiger                  |
| (N) | Aufsteiger aus den Bezirksklassen |

## Aufstiegsrunde
Qualifiziert waren die Sieger der vier Bezirksklassen.
Kreuztabelle
| 1936/37                     | SV Grüna 12 | SpVgg 1899 Leipzig-Lindenau | SFD | SV Konkordia Plauen |
| --------------------------- | ----------- | --------------------------- | --- | ------------------- |
| SV Grüna 12                 |             | 1:9                         | 3:3 | 5:3                 |
| SpVgg 1899 Leipzig-Lindenau | 2:4         |                             | 8:2 | 2:3                 |
| Sportfreunde Dresden        | 0:2         | 2:4                         |     | 2:1                 |
| SV Konkordia Plauen         | 2:3         | 2:2                         | 0:1 |                     |

Abschlusstabelle
| Pl. | Verein                                                     | Sp. | S | U | N | Tore    | Quote | Punkte |
| --- | ---------------------------------------------------------- | --- | - | - | - | ------- | ----- | ------ |
| 1.  | SV Grüna 12 (Sieger Bezirksklasse Chemnitz)                | 6   | 4 | 1 | 1 | 018:190 | 0,95  | 09:30  |
| 2.  | SpVgg 1899 Leipzig-Lindenau (Sieger Bezirksklasse Leipzig) | 6   | 3 | 1 | 2 | 027:140 | 1,93  | 07:50  |
| 3.  | Sportfreunde Dresden (Sieger Bezirksklasse Dresden)        | 6   | 2 | 1 | 3 | 010:180 | 0,56  | 05:70  |
| 4.  | SV Konkordia Plauen (Sieger Bezirksklasse Plauen-Zwickau)  | 6   | 1 | 1 | 4 | 011:150 | 0,73  | 03:90  |